# Gary Auerbach
Pour les articles homonymes, voir Auerbach.
Gary Auerbach est un producteur, réalisateur, acteur, scénariste et monteur né en 1959.

## Filmographie

### Acteur
- 1985 : Sudden Death : Babysitter
- 1987 : Street Trash : Hitman
- 1999 : The X Show (en) (série télévisée) : Host
- 2001 : Le Match (Made) : Husband

### Réalisateur
- 1987 : Quality Time with Uncle Spike (TV)
- 1992 : You Wrote It, You Watch It (en) (série télévisée)
- 1993 : The Jon Stewart Show (en) (série télévisée)
- 1996 : Dinner & a Movie (en) (série télévisée)
- 1996 : Just Your Luck (vidéo)
- 1997 : Austin Stories (en) (série télévisée)
- 1999 : The X Show (en) (série télévisée)
- 2000 : Running with Scissors (série télévisée)
- 2001 : Murder in Small Town X (en) (série télévisée)
- 2002 : Scratch & Burn (série télévisée)

### Producteur
- 1992 : You Wrote It, You Watch It (en) (série télévisée)
- 1992 : Hangin' w/MTV (série télévisée)
- 1995 : Singled Out (en) (série télévisée)
- 1999 : The X Show (en) (série télévisée)
- 2000 : The New Movie Show with Chris Gore (en) (série télévisée)
- 2003 : Punk'd : Stars piégées (série télévisée)
- 2003 : 2 Shocking 4 TV (TV)
- 2006 : Rollergirls (en) (série télévisée)

### Monteur
- 1994 : 3 Chains O' Gold (vidéo)

### Scénariste
- 1996 : Just Your Luck (vidéo)